# Sztandar nad Reichstagiem

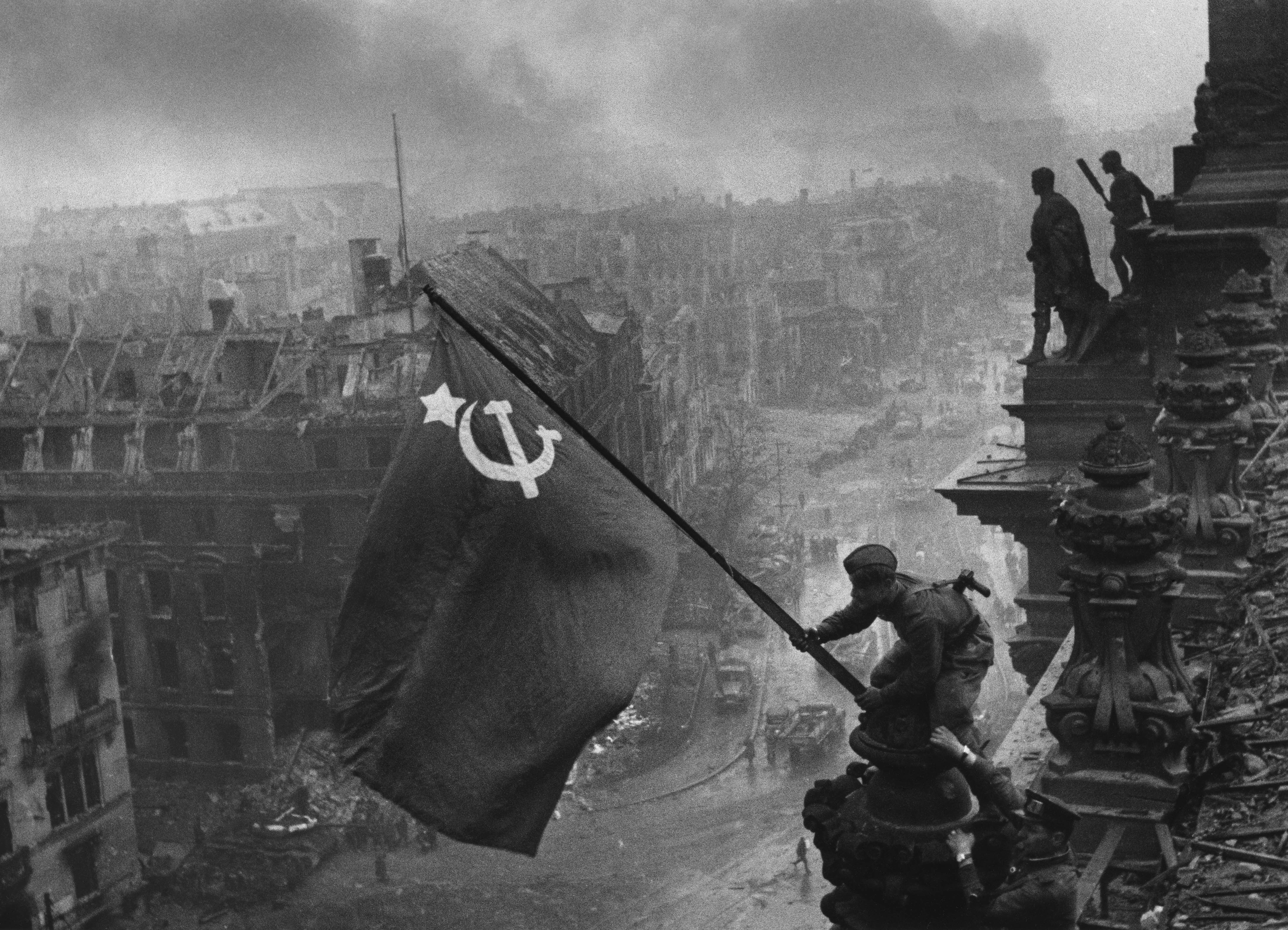
Oryginalne zdjęcie Jewgienija Chałdieja

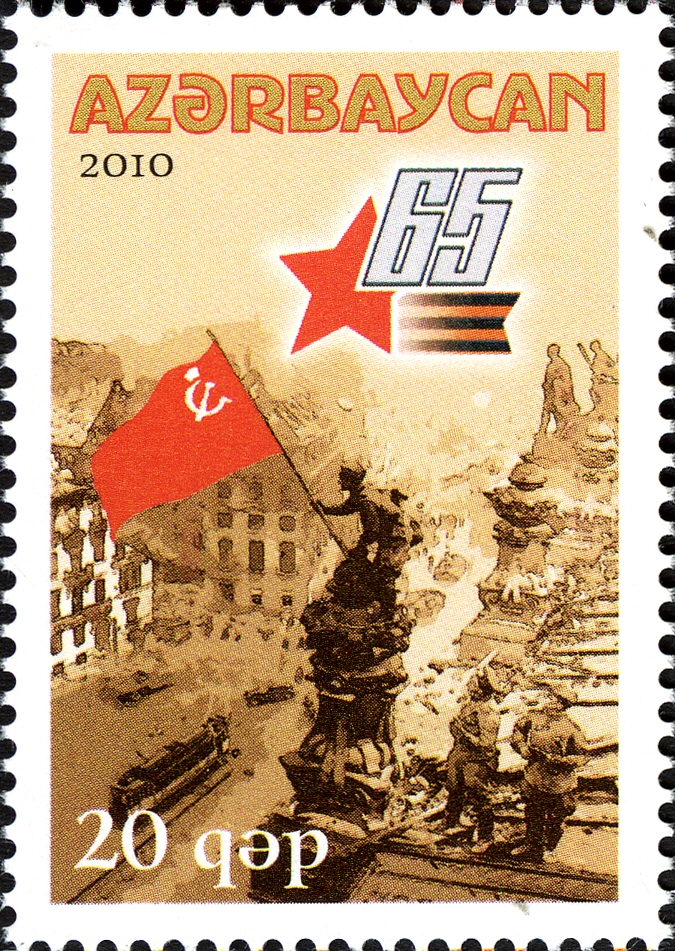
Znaczek poczty Azerbejdżanu ze zdjęciem Jewgienija Chałdieja

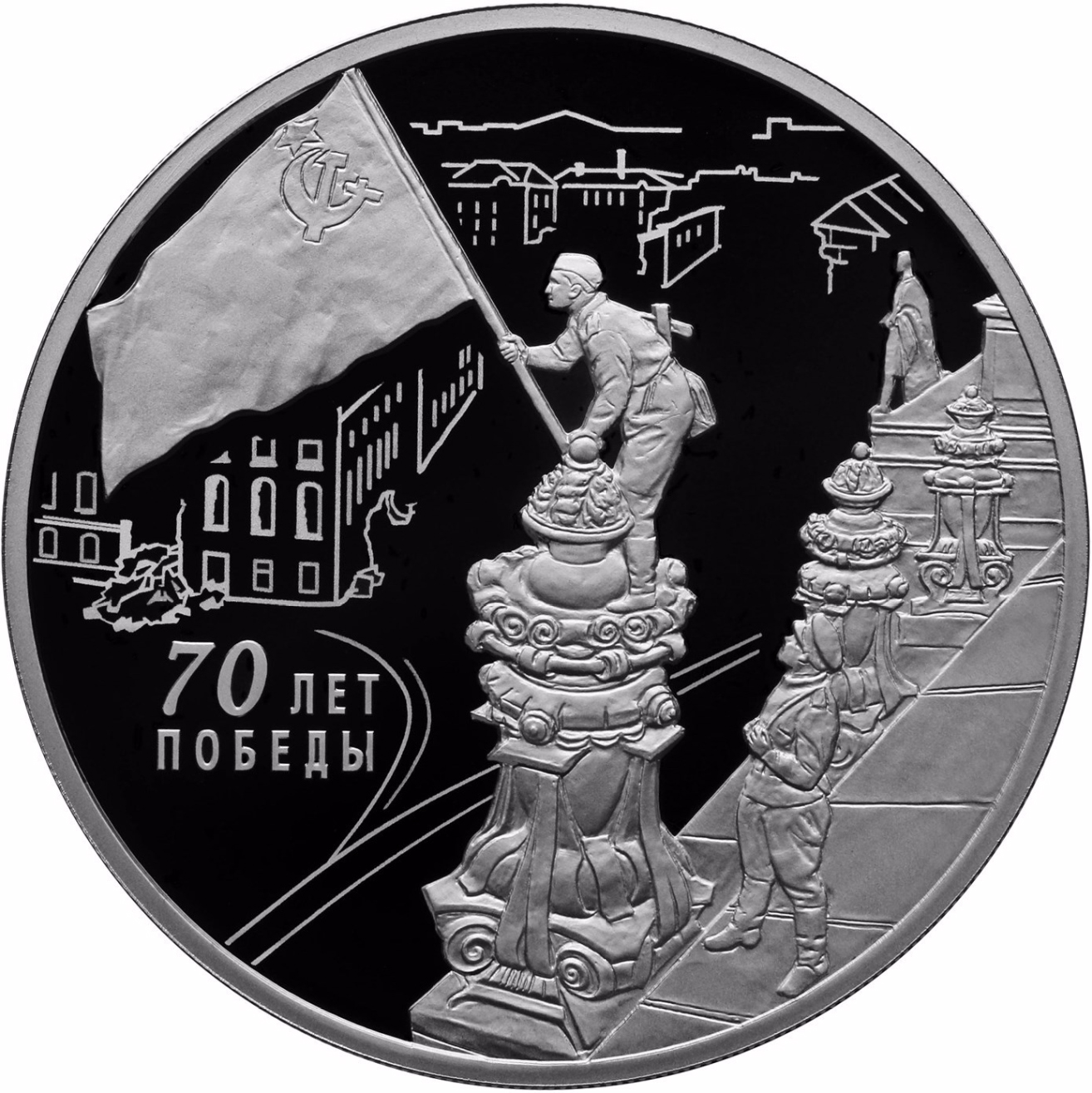
Moneta Centralnego Banku Federacji Rosyjskiej, upamiętniająca wzniesienie radzieckiej flagi nad Reichstagiem

Sztandar nad Reichstagiem (ros. Знамя Победы над рейхстагом) – historyczna fotografia wykonana 2 maja 1945 roku, podczas II wojny światowej, w Berlinie przez Jewgienija Chałdieja, przedstawiająca żołnierzy Armii Czerwonej wznoszących radziecką flagę nad Reichstagiem.
Fotografia została przedrukowana w tysiącach kopii i stała się jednym z bardziej rozpoznawalnych obrazów wojny.

## Kontekst historyczny
Reichstag był postrzegany przez Sowietów jako symbol i serce nazistowskich Niemiec. Z tego powodu 30 kwietnia Józef Stalin zaczął wywierać nacisk na dowódców, by zdobyli budynek 1 maja w Święto Pracy. Jeszcze tego samego dnia dwa samoloty zrzuciły kilka dużych czerwonych sztandarów na dach, w dużej mierze zniszczony podczas bombardowań. Później do kwatery głównej zaczęły napływać doniesienia, jakoby dwaj żołnierze M.M. Bondar i Władimir Makow (wymienia się także Michaiła Minina) zawiesili flagę nad Reichstagiem. Raporty w tej sprawie dotarły do marszałka Gieorgija Żukowa, który wydał oświadczenie stwierdzające, że jego oddziały zdobyły Reichstag i zawiesiły radziecki sztandar. Jednak kiedy korespondenci wojenni przybyli na miejsce, zostali ostrzelani przez znajdujących się wewnątrz Niemców. W końcu, po ciężkich walkach, 30 kwietnia 1945 roku o 22:40 23-letni Kazach, lejtnant Rakymżan Koszkarbajew, wszedł na dach budynku i w koronę posągu „Germania”, symbolizującego Niemcy, włożył radziecką flagę. Ponieważ miało to miejsce w nocy, nie wykonano fotografii, a nazajutrz flaga została zniszczona przez Niemców. Pełną kontrolę nad budynkiem Armia Czerwona zdobyła 2 maja.
Tego samego dnia do spacyfikowanego Reichstagu przybył towarzysz Chałdiej, który miał ze sobą dużą flagę uszytą z trzech obrusów przez jego wuja. Późniejsza oficjalna wersja mówiła, że to dwaj żołnierze: Meliton Kantaria z Gruzji i Rosjanin Michaił Jegorow zawiesili ją nad Reichstagiem, a wykonana wówczas fotografia przedstawia to wydarzenie.

## Identyfikacja żołnierzy ze zdjęcia
Przypuszczalnie z przyczyn politycznych zmieniono fakty na temat powstania fotografii. Rzeczywistym bowiem żołnierzem, który powiesił flagę miał być Ukrainiec, Aleksiej Kowalow, na którym NKWD wymogło utrzymanie wszystkiego w tajemnicy. Według Chałdieja, po przybyciu do Reichstagu, po prostu zapytał on przypadkowo spotkanych tam żołnierzy, czy pomogliby mu w inscenizacji zdjęcia i wspólnie z Abdułchakimem Ismaiłowem z Dagestanu, Leonidem Goryczewem z Mińska oraz 19-letnim Ukraińcem Aleksiejem Kowalowem z Kijowa wszedł na dach, gdzie Kowalow zawiesił sztandar. Zamiast Kowalowa podaje się też Grigorija Bułatowa ze Słobodskiego, którego jakoby pominięto, ponieważ sam Stalin chciał, by żołnierzem wieszającym flagę, i to z godłem ZSRR, był jego rodak Gruzin.
Fotografia została opublikowana 13 maja 1945 roku w czasopiśmie „Ogoniok”. Wcześniej jednak cenzorzy z Telegraficznej Agencji Związku Radzieckiego (TASS) uznali, że należy ją wyretuszować, gdyż jeden z żołnierzy ma na nadgarstkach dwa zegarki. To mogło sugerować, że zostały one skradzione, co zaszkodziłoby wizerunkowi radzieckich żołnierzy jako niosących wolność Europie. Chałdiej usunął więc zegarek z negatywu, dodając przy okazji dym unoszący się nad miastem dla większego dramatyzmu. Później pojawiły się przypuszczenia, że domniemany drugi zegarek mógł być kompasem, powszechnie noszonym przez żołnierzy Armii Czerwonej na nadgarstku.